# Katedrála Notre Dame (Tournai)
Katedrála Notre Dame v Tournai je jedna z nejznámějších památek Belgie. Je sídlením kostelem tournaiského biskupa. Výstavba katedrály začala v první polovině 12. století na místě původní sakrární stavby. Hlavní loď chrámu je v románském stylu, zatímco chór má gotický původ a transeptální část je směsí obou stylů. Součástí stavby, jejíž délka je 134 m a na šířku dosahuje 60 m, je i pět charakteristických věží - zvonic (výška 83 m). Katedrála má specificky šedomodrou barvu danou použitím místního stavebního materiálu těženého v blízkosti řeky Šelda.
Od roku 2000 je katedrála zapsána na Seznamu světového dědictví UNESCO.